# エクトル・レヴェイエ

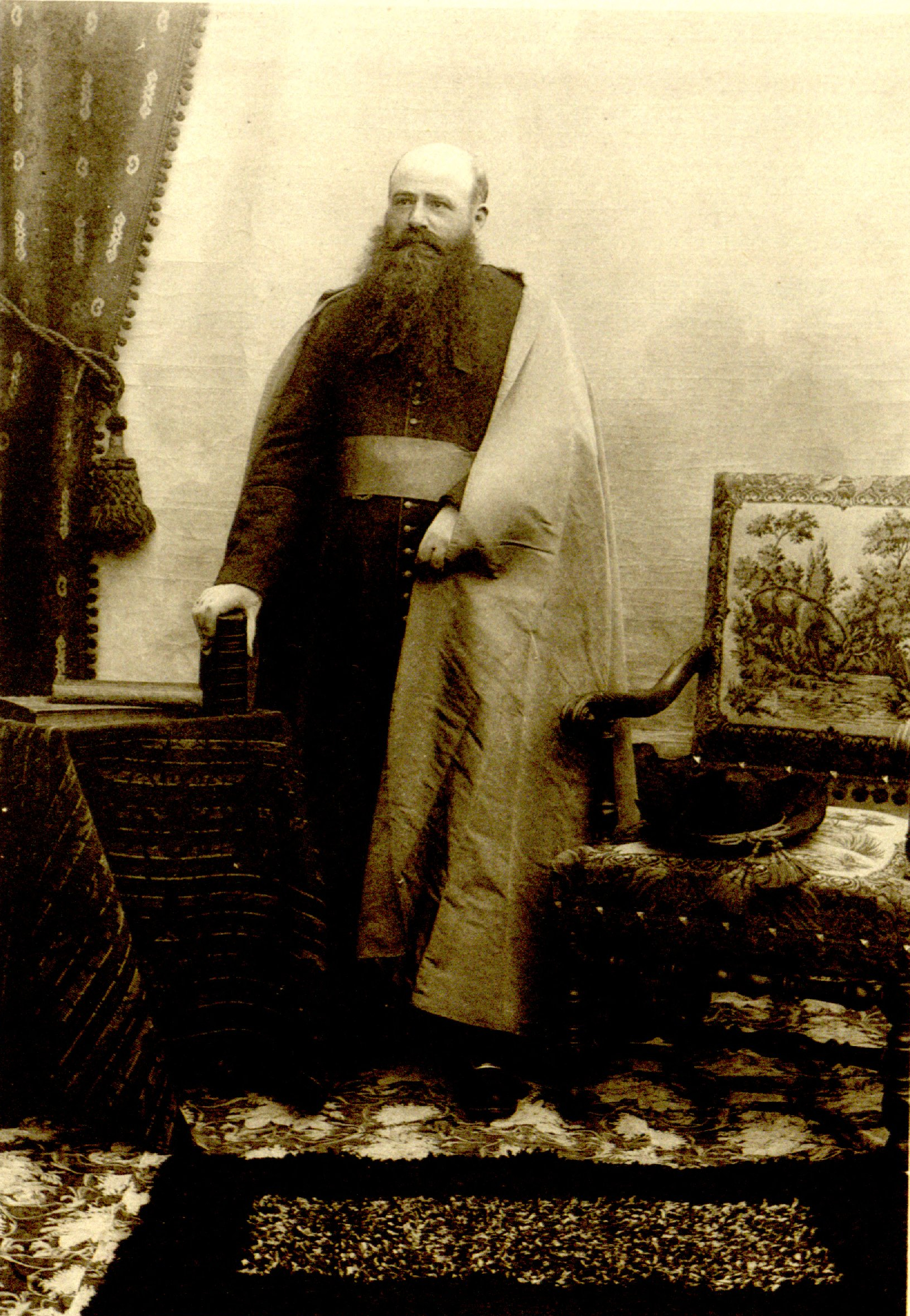
Augustin Abel Hector Léveillé

エクトル・レヴェイエ（Augustin Abel Hector Léveillé、1864年3月13日 - 1918年11月25日）はフランスの聖職者、植物学者である。

## 生涯
ル・マンに生まれた。医学校と宣教師の学校を卒業した後、1887年9月29日に叙階され、同年11月16日から、インドのポンディシェリの大学の自然史の教授として派遣された。1891年に健康上の理由でフランスに戻り、故郷のル・マンに住んだ。雑誌『植物の世界』（"Le Monde des Plantes" ）を創刊し、終生この雑誌の発行責任者を続けた。1892年に植物地理学会（Académie internationale de géographie botanique ）を設立し終身事務局長を務め、学会紀要、"Bulletin de l'académie internationale de botanique"（1900年に "Bulletin de géographie botanique" に改名された。）を創刊した。
1900年に国立自然史博物館の植物学者、アドリアン・ルネ・フランシェ（Adrien René Franchet）に勧められ、ボディニエ（Émile-Marie Bodinier）らの多くのフランス宣教師が極東で集めて、科学アカデミーに寄付された35000もの植物標本の研究を始めた。同じ聖職者のヴァニオ（Eugene Vaniot）とともに、植物学を含む広範な知識を生かして、2000種近い中国や韓国の新種植物の記載を行った。
レヴェイエの標本はスコットランドの植物学者ジョージ・フォレスト（George Forrest）によって購入された。
Adiantum leveillei、Aegilops leveilleiなどの植物の学名に献名されている。

## 著書
- 1911 - Iconographie du Genre Epilobium, Epilobes d'Amérique, Epilobes d'Europe. など